# Raszpla ciernista
Raszpla ciernista (Squatina aculeata) – gatunek ryby chrzęstnoszkieletowej z rodziny raszplowatych (Squatinidae).

## Występowanie
Wschodni Atlantyk od południowej Hiszpanii po Angolę oraz zachodnią część Morza Śródziemnego. Występuje na głębokości 30–500 m.

## Morfologia
Ich rozmiar zaraz po urodzeniu waha się od 30 do 35 cm. W wieku dorosłym samice mierzą od 137 do 143 cm, a samce od 120 do 122 cm. Ich względna waga w oparciu o rozmiar rekina wynosi od 12,7 kg do 24,0 kg u samców. Samice ważą od 22 do 32 kg. Na grzbiecie występują kolce ułożone w rzędzie wzdłuż linii grzbietu.